# Hrabstwo Colfax (Nebraska)

Piramida wieku hrabstwa

Hrabstwo Colfax (ang. Colfax County) – hrabstwo w stanie Nebraska w Stanach Zjednoczonych. W roku 2010 liczba mieszkańców wyniosła 10515. Stolicą i największym miastem jest Schuyler.

## Geografia
Całkowita powierzchnia wynosi 1078,8 km² z czego woda stanowi 12,6 km².

### Miejscowości
- Clarkson
- Schuyler

### Wioski
- Howells
- Leigh
- Richland
- Rogers

### Sąsiednie hrabstwa
- Hrabstwo Dodge - wschód
- Hrabstwo Butler - południe
- Hrabstwo Platte - zachód
- Hrabstwo Stanton (Nebraska) - północ
- Hrabstwo Cuming -północny wschód